# Spanky and Our Gang

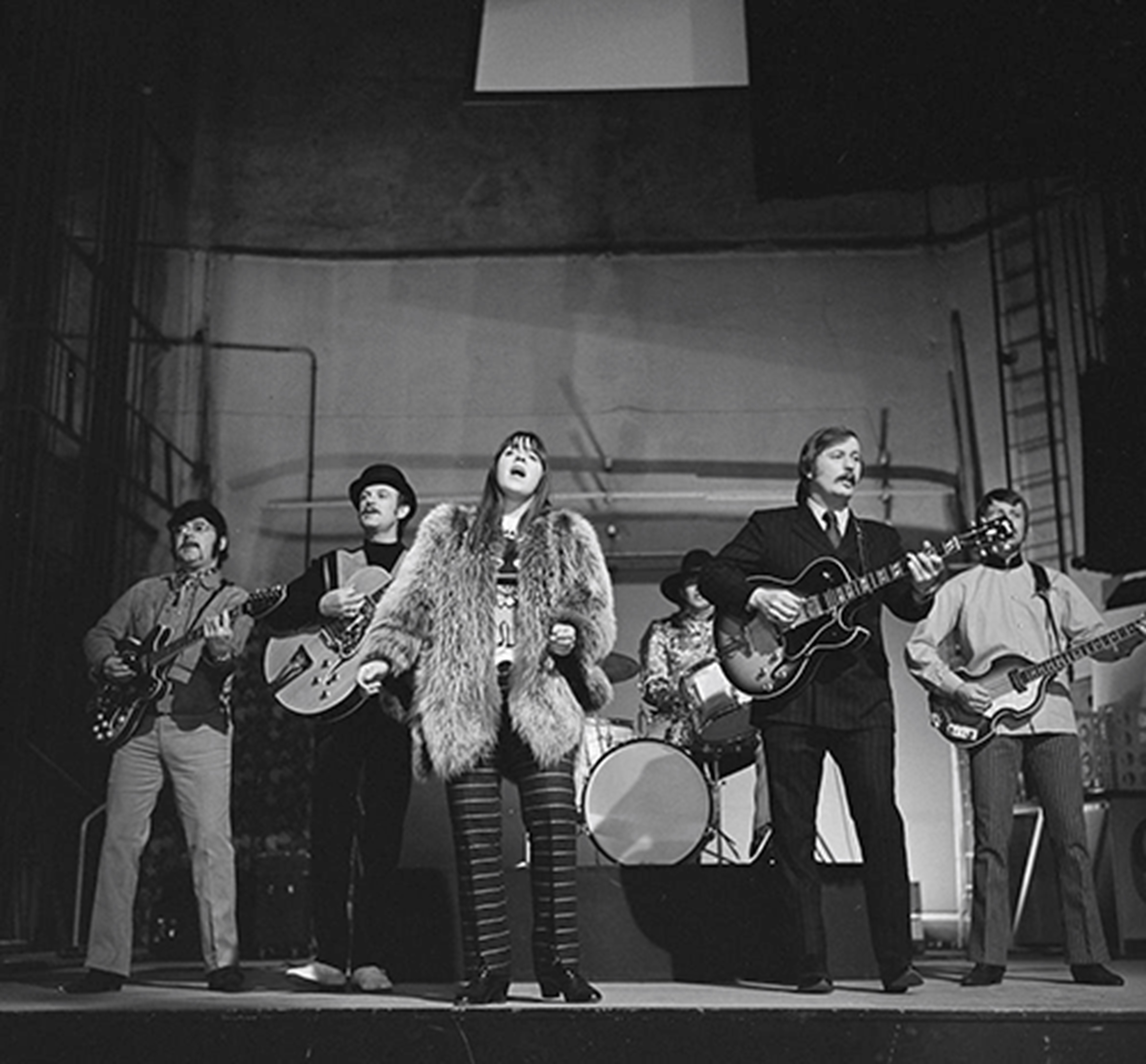
Spanky and Our Gang (1968)

Spanky and Our Gang, popgrupp bildad i Chicago, Illinois 1966. Idag är gruppen kanske inte så ihågkommen men de hade en hel del hits i andra halvan av 1960-talet. Deras sound var influerat av folk-rock och jazz. Framförandet var väldigt glatt och oskyldigt.
Medlemmar i gruppen var i början Oz Bach (bas), Eleine "Spanky" McFarlane (sång, slagverk), Nigel Pickering (gitarr), och Malcolm Hale (trummor). McFarlane (av en vän kallad "Spanky" efter en karaktär hon liknade i en tv-serie) hade varit aktiv i mindre musikprojekt tills 1965 då hon blev fast i Florida under en storm. Där träffade hon musikerna Oz Bach och Nigel Pickering som hon sedan bjöd in att starta en grupp tillsammans. De började uppträda på en liten klubb i Chicago med uppsättningen Bach på bas, Pickering på gitarr, och McFarlane på tvättbräda(!) under namnet Spanky and Our Gang. Detta var mest på skämt, men lokala medier uppmärksammade deras spelningar och namnet blev kvar. Malcolm Hale som McFarlane kände sedan tidigare blev nu gruppens trummis. De började spela på större klubbar och fick snart skivkontrakt (sent 1966). Gruppen släppte sin första singel, den folk/pop inspirerade "Sunday Will Never Be the Same" 1967 och låten blev en topp-tio hit. Samma år fick gruppen ännu en trummis, John Seiter. 
Bach slutade 1968 och ersattes av Kenny Hodges som tog med sig sin vän sångaren Lefty Baker till gruppen. Det här året bytte också gruppen producent då de kände att de inte fick utlopp för sitt sound. Detta resulterade i att man på nästa album kunde hitta både blues och jazz inspirerad pop. Hits för gruppen 1968 blev "Sunday Morning", "Give a Damn" och "Like to Get to Know You".
Det här året hände dock något som fick gruppen att bryta upp, Malcolm Hale dog oväntat av lunginflammation i oktober. Mycket tack vare honom hade gruppen lyckats hålla ihop. Samtidigt hade Seiter blivit erbjuden jobb i the Turtles och McFarlane var gravid och hade inga planer på att uppträda. Ett livealbum med gruppen släpptes 1970 och 1975 samlades några gruppmedlemmar för en inspelning av ett album. När the Mamas and the Papas återförenades på 1980-talet togs McFarlane in som ersättning för Cass Elliot.

## Diskografi, original-LP
- Spanky and Our Gang (1967)
- Like to Get to Know You (1968)
- Without Rhyme or Reason (Anything You Choose) (1969)